# KAI KUH-1 Surion
O KAI KUH-1 Surion é um helicóptero utilitário de transporte com dois motores, desenvolvido principalmente pela Korea Aerospace Industries (KAI), Agency for Defense Development (ADD) e pelo Instituto de Pesquisa Aeroespacial da Coreia (KARI) em associação com a Eurocopter.
|  |  |
|  |  |